# جبل ويتني

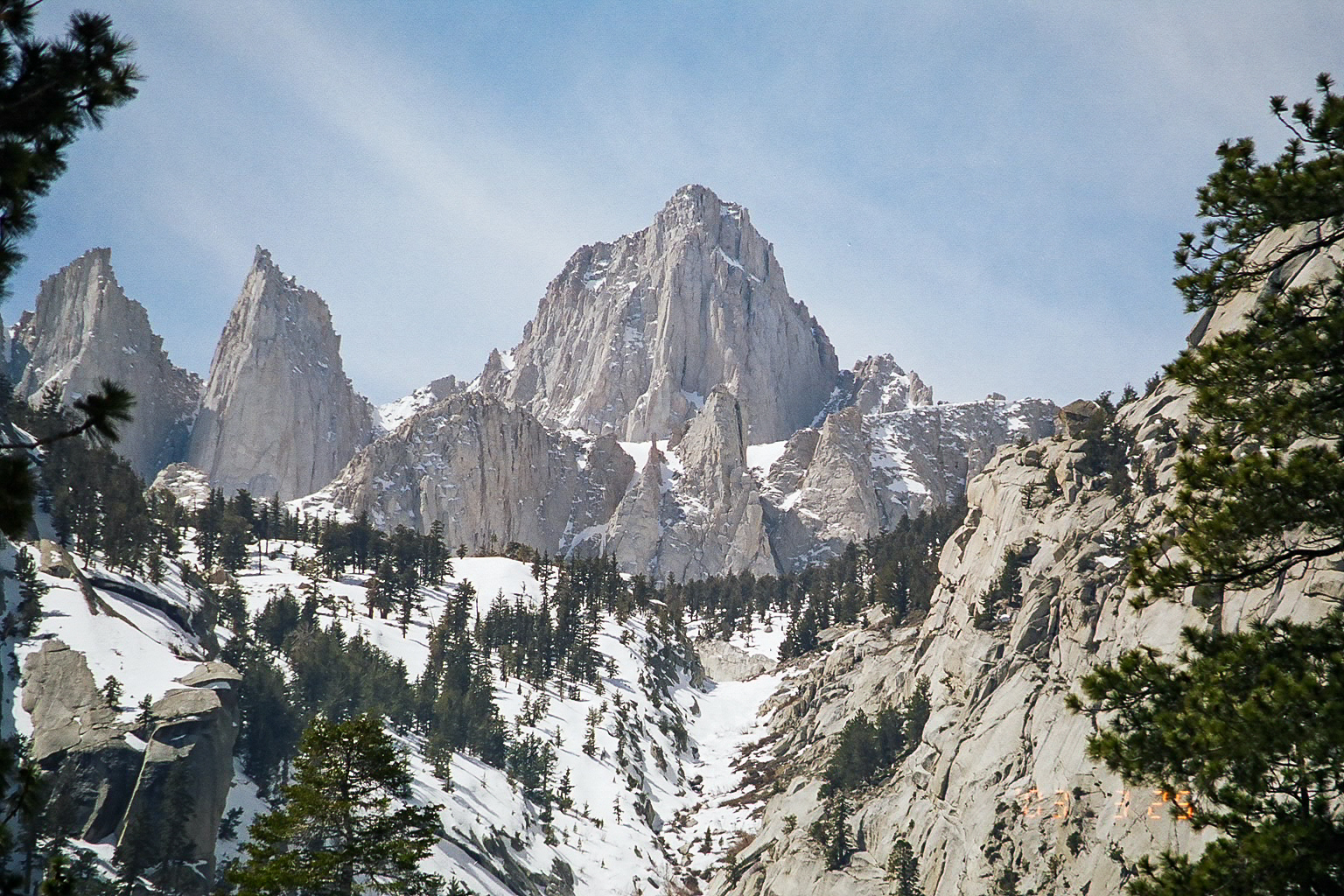
قمة ويتني

جبل ويتني هي أعلى قمة في الولايات المتحدة يرتفع 14505 قدم (4421 م). كان أول من صعد آه جونسون ، وجون لوكاس في عام 1873 ، صيادين يعيشون كاليفورنيا.

## المناخ
يظهر الجدول التالي التغييرات المناخية على مدار السنة لجبل ويتني:
| البيانات المناخية لـجبل ويتني     | البيانات المناخية لـجبل ويتني | البيانات المناخية لـجبل ويتني | البيانات المناخية لـجبل ويتني | البيانات المناخية لـجبل ويتني | البيانات المناخية لـجبل ويتني | البيانات المناخية لـجبل ويتني | البيانات المناخية لـجبل ويتني | البيانات المناخية لـجبل ويتني | البيانات المناخية لـجبل ويتني | البيانات المناخية لـجبل ويتني | البيانات المناخية لـجبل ويتني | البيانات المناخية لـجبل ويتني | البيانات المناخية لـجبل ويتني |
| الشهر                             | يناير                         | فبراير                        | مارس                          | أبريل                         | مايو                          | يونيو                         | يوليو                         | أغسطس                         | سبتمبر                        | أكتوبر                        | نوفمبر                        | ديسمبر                        | المعدل السنوي                 |
| --------------------------------- | ----------------------------- | ----------------------------- | ----------------------------- | ----------------------------- | ----------------------------- | ----------------------------- | ----------------------------- | ----------------------------- | ----------------------------- | ----------------------------- | ----------------------------- | ----------------------------- | ----------------------------- |
| متوسط درجة الحرارة الكبرى °ف (°م) | 23.9 (−4.5)                   | 23.2 (−4.9)                   | 25.7 (−3.5)                   | 31.4 (−0.3)                   | 38.9 (3.8)                    | 47.7 (8.7)                    | 54.1 (12.3)                   | 53.7 (12.1)                   | 48.2 (9.0)                    | 40.6 (4.8)                    | 30.2 (−1.0)                   | 23.5 (−4.7)                   | 36.8 (2.7)                    |
| المتوسط اليومي °ف (°م)            | 15.0 (−9.4)                   | 13.7 (−10.2)                  | 15.6 (−9.1)                   | 20.0 (−6.7)                   | 27.9 (−2.3)                   | 36.9 (2.7)                    | 43.7 (6.5)                    | 42.7 (5.9)                    | 37.3 (2.9)                    | 29.9 (−1.2)                   | 20.9 (−6.2)                   | 15.2 (−9.3)                   | 26.6 (−3.0)                   |
| متوسط درجة الحرارة الصغرى °ف (°م) | 6.1 (−14.4)                   | 4.2 (−15.4)                   | 5.6 (−14.7)                   | 8.6 (−13.0)                   | 16.9 (−8.4)                   | 26.1 (−3.3)                   | 33.3 (0.7)                    | 31.7 (−0.2)                   | 26.4 (−3.1)                   | 19.2 (−7.1)                   | 11.7 (−11.3)                  | 6.9 (−13.9)                   | 16.4 (−8.7)                   |
| الهطول إنش (مم)                   | 7.75 (197)                    | 7.44 (189)                    | 5.26 (134)                    | 3.33 (85)                     | 1.79 (45)                     | 0.98 (25)                     | 0.97 (25)                     | 0.77 (20)                     | 1.00 (25)                     | 1.79 (45)                     | 4.27 (108)                    | 6.54 (166)                    | 41.9 (1٬060)                  |
| المصدر:                           |                               |                               |                               |                               |                               |                               |                               |                               |                               |                               |                               |                               |                               |